# Plicatula
Plicatula is een geslacht van tweekleppigen uit de familie van de Plicatulidae.

## Soorten
- Plicatula angolensis Cosel, 1995
- Plicatula australis Lamarck, 1819
- Plicatula ceylanica Sowerby, 1873
- Plicatula complanata Deshayes in Maillard, 1863
- Plicatula dubia G. B. Sowerby II, 1847
- Plicatula gibbosa Lamarck, 1801
- Plicatula horrida Dunker, 1882
- Plicatula miskito Petuch, 1998
- Plicatula muricata G. B. Sowerby II, 1873
- Plicatula novaezelandiae G. B. Sowerby II, 1873
- Plicatula penicillata Carpenter, 1857
- Plicatula pernula Melvill, 1898
- Plicatula plicata (Linnaeus, 1767)
- Plicatula regularis Philippi, 1849
- Plicatula spondylopsis Rochebrune, 1895
- Plicatula squamosissima E. A. Smith, 1899